# Đại biện

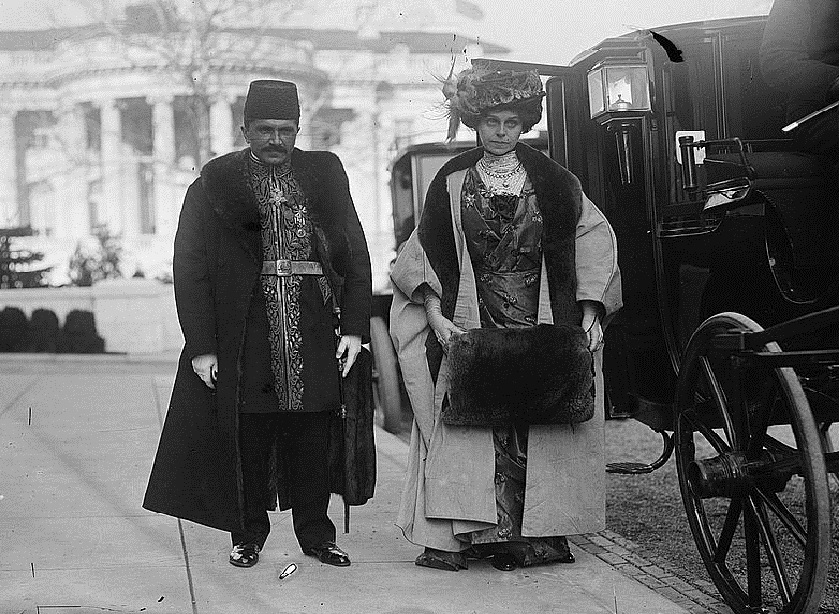
Đại biện nước Ba Tư và vợ nhân chuyến thăm Tổng thống Hoa Kỳ Woodrow Wilson ở năm 1913

Đại biện thường nhiệm, cũng gọi là tham tán hay xử lý thường vụ là chức vụ trong sứ đoàn ngoại giao đặt ở đại sứ quán nước ngoài. Người chấp nhiệm là nhân vật thứ nhì sau đại sứ, thường là Tham tán thay thế đại sứ trước khi được bổ nhiệm.
Khác với đại sứ, Tham tán trình quốc thư với Bộ trưởng Bộ Ngoại giao thay vì nguyên thủ quốc gia khi đến nhận nhiệm sở vì tham tán do Bộ trưởng Ngoại giao của một nước cử sang hướng về Bộ trưởng Ngoại giao của một nước khác, do đó sự đối xử và tiếp đãi về nghi lễ, cùng như chiếu cố cũng thấp hơn đại sứ và công sứ. Tuy nhiên tham tán cũng được đặc miễn ngoại giao.
Ngoài ra một nước có thể đặc cử một Đại biện lâm thời trong khi chờ bổ nhiệm một người chấp sự lâu dài hơn nhưng đại biện lâm thời không phải là một chức vụ thường ngạch trong ngoại giao đoàn. Viên đại biện lâm thời thường là người có cấp bậc cao nhất trong phái đoàn ngoại giao, nhậm quyền của thủ trưởng sứ quán.

## Quan hệ ngoại giao cấp đại biện một khoảng thời gian dài
Trong trường hợp bang giao hai nước xấu đi và đại sứ bị triệu hồi thì đại biện là người đảm nhận việc trình bày quan điểm của nước khách. 
Tình trạng không cử đại sứ mà chỉ dùng đại biện làm xử lý thường vụ là một cách biểu hiện sự bất bình căng thẳng giữa hai quốc gia khi một bên không bổ nhiệm chức vụ bình thường mà chỉ dùng người cấp thấp hơn.